# Mason Greenwood
Mason Will John Greenwood (sinh ngày 1 tháng 10 năm 2001) là một cầu thủ bóng đá chuyên nghiệp người Jamaica hiện đang thi đấu ở vị trí tiền đạo cho câu lạc bộ Ligue 1 Marseille.
Tốt nghiệp hệ thống đào tạo trẻ của United, Greenwood đã ghi bàn trong trận đấu tại UEFA Europa League với Astana vào tháng 9 năm 2019, trở thành cầu thủ ghi bàn trẻ nhất châu Âu của câu lạc bộ ở tuổi 17. Anh có trận ra mắt đội tuyển Anh vào tháng 9 năm 2020 tại UEFA Nations League trước Iceland. Greenwood từng được coi là một trong những cầu thủ tài năng nhất mà United từng đào tạo ở vị trí tiền đạo với khả năng dứt điểm nhanh và đa dạng bằng cả hai chân.
Tháng 1 năm 2022, Greenwood bị bắt vì nghi ngờ cưỡng hiếp và hành hung một phụ nữ, và vài ngày sau đó vì nghi ngờ tấn công tình dục và đe dọa giết người. Kể từ đó, Greenwood đã không tập luyện hay thi đấu cho câu lạc bộ hay đội tuyển quốc gia của mình. Anh bị truy tố vào tháng 10 năm 2022 với tội danh cố ý cưỡng hiếp, hành hung, thống trị và cưỡng bức. Tất cả các cáo buộc chống lại anh đã được bãi bỏ vào tháng 2 năm 2023.
Năm 2023, Greenwood được Getafe cho mượn để thi đấu ở mùa giải 2023–24, sau đó anh chuyển sang khoác áo cho Marseille.

## Sự nghiệp câu lạc bộ

### Manchester United

#### Sự nghiệp khởi đầu
Khi 6 tuổi, Mason bắt đầu chơi trong đội bóng thiếu nhi Idle Juniors ở Bradford và đã lập một kỷ lục ghi tới 16 bàn thắng trong trận đấu mà đội nhà thắng 16-1. Một huấn luyện viên đội trẻ của Manchester United khi đó (Mark Senior) đã xem trận đấu và kể lại lời của Greenwood sau trận đấu: "Nếu mà hôm nay không có cháu thì đội đã thua 0-1 rồi". Greenwood gia nhập lò đào tạo Manchester United khi mới 6 tuổi nhờ sự thể hiện năng khiếu bóng đá xuất sắc từ lứa tuổi thiếu nhi ở Bradford. Sau khi trưởng thành vượt bậc tại học viện, Anh được chuyển lên chơi cho đội U18 vào mùa giải 2017–18 mặc dù đang ở cấp độ U16, kết thúc mùa giải với tư cách là cầu thủ ghi bàn hàng đầu tại giải U-18 Premier League North với 17 bàn thắng trong 21 trận thi đấu. Tháng 5 năm 2018, Greenwood được bầu chọn là cầu thủ xuất sắc nhất giải đấu khi đội trẻ của anh giành được Cúp ICGT ở Hà Lan.

#### Mùa giải 2018–19
Vào tháng 7 năm 2018, Greenwood đã cùng với đội 1 trong chuyến giao hữu trước mùa giải đến Hoa Kỳ. Vào ngày 20 tháng bảy, Anh ấy có mặt trên ghế dự bị và thay thế cho Luke Shaw ở phút 76 trong trận hòa 1–1 trước đối thủ Club America. Anh cũng góp mặt trong trận hòa 0–0 trước San Jose Earthquakes 3 ngày sau đó. Vào ngày 2 tháng 10, Greenwood đã ký hợp đồng chuyên nghiệp đầu tiên với câu lạc bộ. Vào tháng 12, anh được Huấn luyện viên José Mourinho triệu tập lên đội 1 tập luyện trong khuôn khổ UEFA Champions League trước trận gặp Valencia.
Vào ngày 6 tháng 3 năm 2019 dưới triều đại của Ole Gunnar Solskjær, Greenwood đã có mặt trên băng ghế dự bị và thay thế cho Ashley Young ở phút 87 trong chiến thắng 3–1 trước đối thủ Paris Saint Germain trong khuôn khổ UEFA Champions League. Ở tuổi 17 và 156 ngày, anh trở thành cầu thủ trẻ thứ hai đại diện cho câu lạc bộ trong một trận đấu ở châu Âu và là người trẻ nhất trong kỷ nguyên Champions League, chỉ sau Norman Whiteside. Bốn ngày sau, Anh có màn ra mắt Premier League trong trận thua 0–2 trước Arsenal để trở thành cầu thủ trẻ thứ hai ra mắt giải đấu cho câu lạc bộ.
Vào ngày 7 tháng 5, Greenwood được bầu chọn là Cầu thủ xuất sắc nhất tháng 4 tại giải Premier League 2. Vào cuối mùa giải, Greenwood đã nhận được giải thưởng Cầu thủ trẻ xuất sắc nhất năm Jimmy Murphy, giải thưởng được trao mỗi năm cho cầu thủ hay nhất trong các đội trẻ của câu lạc bộ.

#### Mùa giải 2019–20
Vào ngày 17 tháng 7 năm 2019, Greenwood đã ghi bàn thắng đầu tiên của mình cho đội 1 Manchester United trong trận thắng 4–0 trước đối thủ Leeds United. Giai đoạn cuối của mùa giải khi Ngoại hạng Anh trở lại sau thời gian giãn cách xã hội do đại dịch COVID-19, Mason Greenwood đã thi đấu thăng hoa và ghi bàn liên tục trong các trận cuối mùa giải, và là cầu thủ dưới 19 tuổi thứ tư ghi bàn trong ba trận liên tục trong lịch sử bóng đá Anh (và là cầu thủ thứ hai của Manchester United làm được điều này - sau Wayne Rooney). Greenwood cũng ghi tổng cộng 5 bàn thắng ở UEFA Europa League, và là cầu thủ trẻ nhất trong lịch sử câu lạc bộ ghi bàn ở các cúp Châu Âu. Greenwood được bình chọn là cầu thủ xuất sắc nhất của United trong tháng 7/2020 và trở thành cầu thủ trẻ tuổi nhất lịch sử United giành được giải thưởng này (người lập kỷ lục trước đó là Marcus Rashford vào tháng 2 năm 2016). Kết thúc mùa bóng 2019–20, Greenwood ghi tổng cộng 17 bàn thắng trong tổng số 49 lần ra sân.

#### Mùa giải 2020–21
Ngày 16 tháng 2 năm 2021, Mason Greenwood đã ký một hợp đồng mới giữ anh ta ở lại United cho đến năm 2025 với tùy chọn gia hạn thêm một năm nữa. Mùa giải này cũng chứng kiến Greenwood ghi bàn thắng đầu tiên trong sự nghiệp tại UEFA Champions League trong trận đấu gặp RB Leipzig ngày 20 tháng 10 năm 2020 (trận đấu vòng bảng và Manchester United thắng 5-0). Greenwood cũng ghi được 3 bàn thắng tại các giải đấu cup quốc nội (Cúp FA và Cúp liên đoàn Anh).
Vào ngày 16 tháng hai năm 2021, Greenwood ký hợp đồng mới với Manchester United cho tới năm 2025 với lựa chọn gia hạn thêm một năm. Ngày 11 tháng 4 năm 2021, Greenwood vào sân thay Marcus Rashford ở phút thứ 72 và sau đó đã kiến tạo cho Edinson Cavani ghi một bàn thắng rồi trực tiếp ghi bàn thắng ở cuối trận ấn định chiến thắng 3-1 cho United trước Tottenham Hotspur F.C. Thành tích này giúp cho Greenwood vượt qua kỷ lục của Cristiano Ronaldo, là cầu thủ trẻ nhất của câu lạc bộ ghi bàn và kiến tạo trong một trận đấu (19 tuổi 192 ngày). Ngày 18 tháng 4 năm 2021, Greenwood có mặt trong đội hình xuất phát của United, ghi hai bàn thắng giúp United thắng Burnley F.C. 3-1 trên sân Old Trafford trong trận đấu vòng 32 Ngoại hạng Anh mùa 2020-2021, và qua đó cân bằng kỷ lục lập bởi Wayne Rooney - ghi tới 15 bàn thắng tại Ngoại hạng Anh khi chưa tròn 20 tuổi.
Ngày 9 tháng 5 năm 2021, Greenwood có mặt trong đội hình ra sân trong vòng đấu thứ 35 Ngoại hạng Anh và ghi một bàn thắng giúp United thắng 3-1 trước Aston Villa sau khi bị dẫn trước 0-1, và lập kỷ lục cầu thủ chưa tròn 20 tuổi của United ghi nhiều bàn thắng nhất tại Ngoại hạng Anh (16 bàn). Hai ngày sau đó, Greenwood tiếp tục ra sân trong trận đấu trên sân nhà gặp Leicester City, và ghi bàn thắng từ pha kiến tạo của Amad Diallo, và là bàn thắng đầu tiên sau 15 năm được phối hợp bởi hai cầu thủ còn ở tuổi teen ở Ngoại hạng Anh.

#### Mùa giải 2021-2022
Đầu mùa giải mới, Greenwood có được vị trí thi đấu thường xuyên trong đội hình chính của United dưới vai trò tiền đạo trung tâm. Anh đã liên tục ghi 3 bàn thắng trong 3 trận mở màn của United tại Ngoại hạng Anh (các trận đấu thắng Leeds United F.C. 5-1, trận hòa Southampton F.C. 1-1, thắng Wolverhampton Wanderers F.C. 1-0) và trở thành cầu thủ thứ hai trong lịch sử ở tuổi teen (sau Robbie Fowler) ghi ba bàn liên tục trong ba trận đấu ở Ngoại hạng. Với sự trở lại của Cristiano Ronaldo, Greenwood thường xuyên được Ole Gunnar Solskjær kéo trở lại vị trí tiền đạo cánh phải như từng đá ở mùa bóng trước.
Cuối tháng 11 năm 2021, Greenwood bị nhiễm Covid-19 và phải nghỉ thi đấu một thời gian. Anh trở lại thi đấu trong trận đấu ra mắt của huấn luyện viên Ralf Rangnick gặp Crystal Palace trên sân Old Trafford ngày 5 tháng 11 năm 2021, khi vào sân thay Jadon Sancho ở phút thứ 62 và kiến tạo cho Fred ghi bàn thắng duy nhất. Ba ngày sau đó, Mason có mặt trong đội hình xuất phát trong trận đấu cuối cùng ở vòng bảng UEFA Champions League 2021–22 gặp BSC Young Boys trên sân nhà đêm ngày 8/12/2021, và ghi một bàn thắng đẹp duy nhất cho United - bàn thắng đầu tiên của anh ở Cup Châu Âu mùa giải này.

#### Lùm xùm đời tư
Sau những câu chuyện hiếp dâm và hành hung bạn gái vào đầu năm 2022 và gần như mất tích cả mùa 2022-23 thì vào ngày 16 tháng 8 năm 2023, Manchester United thông báo rằng câu lạc bộ đang ở "giai đoạn cuối" trong việc xem xét tương lai của Greenwood tại câu lạc bộ, sau khi hoàn thành cuộc điều tra về các cáo buộc khiến anh bị bắt vào năm 2022 .United nói rằng cuộc điều tra của họ "dựa trên nhiều bằng chứng và bối cảnh không thuộc phạm vi công cộng", đồng thời nhấn mạnh rằng câu lạc bộ có "trách nhiệm với Mason với tư cách là một nhân viên, với tư cách là một người trẻ tuổi đã gắn bó với câu lạc bộ kể từ bảy tuổi, và là một người cha mới với một đối tác."
Vào ngày 21 tháng 8 năm 2023, United thông báo rằng Greenwood sẽ rời câu lạc bộ, nói rằng "bây giờ chúng tôi sẽ làm việc với Mason để đạt được kết quả đó". Theo United, kết quả điều tra là "tài liệu được đăng trực tuyến không cung cấp bức tranh đầy đủ và Mason không phạm tội mà anh ta bị buộc tội ban đầu", nhưng Greenwood "đã phạm sai lầm mà anh ta phải chịu trách nhiệm" và có "những khó khăn khi anh ấy bắt đầu lại sự nghiệp của mình" với United.Cùng ngày, Greenwood đưa ra tuyên bố thừa nhận rằng anh ấy sẽ rời United; nêu rõ: "Tôi đã lớn lên để biết rằng bạo lực hoặc lạm dụng trong bất kỳ mối quan hệ nào là sai trái, tôi đã không làm những điều mà tôi bị buộc tội [...] Tôi hoàn toàn chấp nhận rằng tôi đã phạm sai lầm trong mối quan hệ của mình và tôi chia sẻ về những sai lầm của mình." chịu trách nhiệm về các tình huống dẫn đến bài đăng trên mạng xã hội." Theo United, hợp đồng của anh ấy có thời hạn đến năm 2025 và anh ấy có các lựa chọn hoặc được bán hoặc được cho câu lạc bộ khác mượn.

#### Mùa bóng 2023 - 2024: Cho mượn tại Getafe
Sau những tin đồn về tương lai thì những ngày cuối kì chuyển nhượng hè 2023, Greenwood chính thức đầu quân cho câu lạc bộ Getafe tại La Liga. Anh có buổi ra mắt câu lạc bộ vào ngày vào ngày 6 tháng 9 năm 2023, anh nói: "Xin chào những người hâm mộ Getafe. Tôi là Mason đây. Rất vui khi có mặt tại đây và tôi rất nóng lòng được bắt đầu thi đấu. Tôi đã tập luyện được 4, 5 tháng. Tôi đang bắt kịp tốc độ tập luyện cùng các đồng đội và cảm thấy khá tốt. Chúng tôi sẽ cố gắng thi đấu từng trận một. Trận sân nhà tiếp theo sẽ diễn ra sau vài tuần nữa và chúng tôi sẽ cố gắng hết sức để giành chiến thắng".
Anh có bàn thắng đầu tiên cho Getafe ngày 8 tháng 10 năm 2023 trong trận đấu trên sân khách trước Celta Vigo thuộc vòng 9, La Liga 2023–24. Đêm ngày 1 tháng 11 năm 2023, Greenwood tiếp tục lập công cho Getafe với hai bàn thắng trong trận Getafe thắng đội bóng Tardienta 12-0 ở vòng 1 Cúp Nhà vua Tây Ban Nha 2023-2024.

### Olympique de Marseille
Ngày 18 tháng 7 năm 2024, trang chủ Manchester United và Olympique de Marseille đều ra thông báo chính thức việc chuyển nhượng thành công Greenwood từ Manchester United tới Marseille.

## Sự nghiệp quốc tế
Greenwood đã được gọi lên đội U-17 Anh và ra sân 6 lần trong mùa bóng 2017–18. Anh cũng góp mặt trong đội hình của tuyển trẻ Anh tham dự giải Algarve Tournament tại Bồ Đào Nha.
Ngày 30 tháng 8 năm 2019, Greenwood lần đầu tiên được gọi vào đội tuyển U-21 Anh và có trận ra mắt khi vào sân thay người ở phút thứ 59 trong trận thắng 3–2 trước U-21 Thổ Nhĩ Kỳ vào ngày 6 tháng 9 năm 2019 ở vòng loại Giải vô địch U-21 châu Âu 2021.. Ngày 19 tháng 11 năm 2019, Greenwood ghi bàn thắng đầu tiên cho đội U-21; gỡ hòa trước Hà Lan trong một trận đấu mà U-21 Anh thua chung cuộc 2-1.
Ngày 25 tháng 8 năm 2020, Greenwood có lần đầu tiên được triệu tập lên đội tuyển Anh. Anh có trận ra mắt vào ngày 5 tháng 9 trong chiến thắng 1–0 trên sân khách trước Iceland trong trận đấu thuộc UEFA Nations League 2020–21, vào sân thay người ở phút 78.
Ngày 7 tháng 9 năm 2020, Greenwood lại được triệu tập vào đội tuyển Anh chuẩn bị cho trận đấu gặp Đan Mạch tại UEFA Nations League 2020-21, nhưng đã bị huấn luyện viên Gareth Southgate loại khỏi đội tuyển do Greenwood cùng với Phil Foden đã dẫn gái về khách sạn trong thời gian tập trung đội tuyển.
Tháng 3 năm 2021, Greenwood được triệu tập vào đội tuyển U21 Anh tham dự Vòng chung kết U21 Châu Âu, nhưng sau đó đã buộc phải rút khỏi đội tuyển vì chấn thương.
Bất chấp khởi đầu mạnh mẽ của anh ấy ở mùa giải 2021–22 khi anh ấy ghi ba bàn sau ba trận, Greenwood đã không được chọn cho vòng loại World Cup 2022 vào tháng 9 bởi huấn luyện viên đội tuyển Anh Gareth Southgate, người đã tuyên bố: "Anh ấy luôn ở trong suy nghĩ của chúng tôi, tôi đã nói với anh ấy và câu lạc bộ của anh ấy, anh ấy là một cầu thủ mà chúng tôi thực sự thích. Tất cả chúng tôi đều rất ý thức rằng anh ấy sẽ tiến bộ đúng lúc."

## Phong cách thi đấu
Greenwood bắt đầu sự nghiệp ở vị trí tiền vệ nhưng dần dần phát triển thành một tiền đạo trung tâm. Vào tháng 5 năm 2018, cựu cầu thủ Manchester United là Clayton Blackmore cho rằng: "Anh ấy làm rất tốt với trái bóng và rất tốt bằng cả hai chân. Anh ấy là người đầu tiên tôi thấy đá phạt bằng cả hai chân. Tôi chưa bao giờ gặp ai như thế! "
Vào tháng 3 năm 2019, cựu huấn luyện viên của học viện Mark Senior cho rằng: "Phong cách chơi bóng của Greenwood rất giống với Robin van Persie."
Vào tháng 7 năm 2019, huấn luyện viên của Manchester United đó là Ole Gunnar Solskjær cho rằng Greenwood có thể chơi được tất cả mọi vị trí trên hàng công, có kỹ thuật cá nhân, có tốc độ và đặc biệt là thuận hai chân. Ở mùa giải 2020-2021, Greenwood thường được bố trí đá tiền đạo cánh phải, nhưng anh tiết lộ rằng vị trí yêu thích nhất của anh là tiền đạo trung tâm, mặc dù sẵn sàng chơi ở hai cánh.

## Đời tư
Greenwood sinh ra ở Bradford, West Yorkshire và lớn lên ở khu vực Wibsey của thành phố. Gia đình anh có nền tảng về thể thao; em gái của anh là Ashton, là một vận động viên điền kinh.

### Hành hung và tòa án
Vào ngày 30 tháng 1 năm 2022, Greenwood bị buộc tội hành hung một người phụ nữ, trong một loạt bài cô ấy đăng trên tài khoản Instagram cá nhân. Các bài đăng bao gồm hình ảnh và video về vết thương, âm thanh khi một người phụ nữ nói với người đàn ông mà cô ấy gọi là Mason: "Tôi không muốn quan hệ tình dục", người đàn ông trả lời rằng anh "không quan tâm" và, khi được yêu cầu dừng lại, anh trả lời: "Tôi đã hỏi cô một cách lịch sự, và cô sẽ không làm điều đó, vậy cô còn muốn tôi làm gì nữa?" Người đàn ông sau đó nói: "Đẩy tôi một lần nữa và xem điều gì sẽ xảy ra với cô." Sau đó, vào ngày 30 tháng 1, Greenwood đã bị Manchester United đình chỉ, và bị cảnh sát Greater Manchester bắt giữ vì tình nghi hiếp dâm và hành hung. Tiếp đó vào ngày 1 tháng 2, Greenwood bị cảnh sát Greater Manchester thẩm vấn thêm về hành vi tấn công tình dục và đe dọa giết người.
Cùng ngày, Greenwood đã bị xóa khỏi đội hình Man Utd trong tựa game FIFA 22 sau khi vướng lao lý. Trong bản cập nhật mới nhất của trò chơi, được phát hành trên PlayStation, Xbox và PC, tiền đạo người Anh không xuất hiện ở các chế độ ngoại tuyến. Nike, hãng đồ thể thao tài trợ cho Greenwood, tạm đình chỉ hợp đồng với Greenwood.
Ngày 15 tháng 10, Greenwood đã vi phạm lệnh cấm khi anh cố gắng liên lạc với bạn gái cũ trong thời gian được bảo lãnh tại ngoại. Điều này khiến tiền đạo 21 tuổi của Man United bị cảnh sát bắt giữ.
Sau hơn một năm bị buộc tội và được tại ngoại, ngày 2 tháng 2 năm 2023, các công tố viên ở Manchester ra thông báo chính thức không có những chứng cứ thực tế để truy tố Greenwood sau khi các nhân chứng quan trọng đã rút lại lời khai buộc tội.

## Thống kê sự nghiệp

### Câu lạc bộ
Tính đến ngày 1 tháng 11 năm 2023
| Câu lạc bộ            | Mùa giải     | Giải đấu       | Giải đấu | Giải đấu | Cúp Quốc gia | Cúp Quốc gia | Cúp Liên đoàn | Cúp Liên đoàn | Châu Âu | Châu Âu | Khác | Khác | Tổng cộng | Tổng cộng |
| Câu lạc bộ            | Mùa giải     | Hạng đấu       | Trận     | Bàn      | Trận         | Bàn          | Trận          | Bàn           | Trận    | Bàn     | Trận | Bàn  | Trận      | Bàn       |
| --------------------- | ------------ | -------------- | -------- | -------- | ------------ | ------------ | ------------- | ------------- | ------- | ------- | ---- | ---- | --------- | --------- |
| Manchester United     | 2018–19      | Premier League | 3        | 0        | 0            | 0            | 0             | 0             | 1       | 0       | —    | —    | 4         | 0         |
| Manchester United     | 2019–20      | Premier League | 31       | 10       | 5            | 1            | 4             | 1             | 9       | 5       | —    | —    | 49        | 17        |
| Manchester United     | 2020–21      | Premier League | 31       | 7        | 4            | 2            | 3             | 1             | 14      | 2       | —    | —    | 52        | 12        |
| Manchester United     | 2021–22      | Premier League | 18       | 5        | 1            | 0            | 1             | 0             | 4       | 1       | —    | —    | 24        | 6         |
| Manchester United     | 2022–23      | Premier League | 0        | 0        | 0            | 0            | 0             | 0             | 0       | 0       | —    | —    | 0         | 0         |
| Manchester United     | 2023–24      | Premier League | 0        | 0        | 0            | 0            | 0             | 0             | 0       | 0       | —    | —    | 0         | 0         |
| Manchester United     | Total        | Total          | 83       | 22       | 10           | 3            | 8             | 2             | 28      | 8       | —    | —    | 129       | 35        |
| Manchester United U21 | 2019–20      | —              | —        | —        | —            | —            | —             | —             | —       | —       | 1    | 1    | 1         | 1         |
| Getafe (mượn)         | 2023–24      | La Liga        | 7        | 1        | 1            | 2            | —             | —             | —       | —       | —    | —    | 8         | 3         |
| Career total          | Career total | Career total   | 90       | 23       | 11           | 5            | 8             | 2             | 28      | 8       | 1    | 1    | 138       | 39        |

1. ↑  Bao gồm Cúp EFL
2. 1 2  Ra sân tại UEFA Champions League
3. ↑  Ra sân tại UEFA Europa League
4. ↑  5 lần ra sân và một bàn thắng tại Champions League, 5 lần ra sân và một bàn thắng tại UEFA Europa League
5. ↑  Ra sân tại EFL Trophy

### Quốc tế
Tính đến ngày 5 tháng 9 năm 2020
| Đội tuyển quốc gia | Năm  | Trận | Bàn |
| ------------------ | ---- | ---- | --- |
| Anh                | 2020 | 1    | 0   |
| Tổng               | Tổng | 1    | 0   |

## Danh hiệu

### Cá nhân
- Cầu thủ xuất sắc nhất tháng Premier League 2: Tháng 4 năm 2019[76]
- Cầu thủ trẻ xuất sắc nhất năm của Manchester United: 2018–19[20]